# Venetia - Una passione irresistibile
Venetia -  Una passione irresistibile (Venetia) è un romanzo della scrittrice inglese Georgette Heyer, pubblicato nel 1958

## Trama
Venetia Lanyon, venticinquenne orfana di madre, ha sempre vissuto isolata nella proprietà di famiglia col fratello minore Aubrey, affetto da un’infermità fisica, e con il padre, misantropo. Il fratello maggiore di Venetia, Conway, ha scelto la carriera militare e vive lontano da casa col reggimento presso il quale è arruolato e non ritorna neppure alla morte del padre, lasciando la responsabilità di mandare avanti casa e tenuta alla sorella.
Nella tenuta confinante si trasferisce lord Jasper Damerel, gentiluomo con fama di libertino e Venetia e Aubrey fanno amicizia con lui: la ragazza gli si avvicina particolarmente quando Aubrey è costretto da un incidente a restare ospite dal vicino. Il giovane e impetuoso corteggiatore di Venetia, Oswald Denny, e il vecchio amico Edward Yardley, che crede a torto di avere diritti su di lei, ne sono dispiaciuti.
Il fratello maggiore di Venetia, Conway, si sposa con Charlotte e invia la sposa, in attesa di un figlio, e la suocera, la signora Scorrier, a vivere nella tenuta. La signora Scorrier crea difficoltà, comportandosi da padrona e inimicandosi gli abitanti della casa. Lord Damerel non vuole chiedere la mano della ragazza a causa del suo scandaloso passato. Poiché la casa è proprietà del fratello maggiore, Venetia accetta l'offerta dello zio Hendred di andare ad abitare con lui e sua moglie a Londra, mentre Aubrey rimane a completare gli studi ospitato da lord Damerel.
A Londra Venetia viene corteggiata da Edward Yardley, da cui non riesce a liberarsi, e apprende il motivo per il quale lord Damerel non l'ha chiesta in matrimonio. Apprende anche che sua madre Aurelia non è morta, ma era scappata con sir Lambert Steeple che aveva poi sposato.
Venetia decide di far credere alla zia che andrà a vivere con sua madre e il suo nuovo marito, con lo scopo di convincere lord Damerel che non può rovinarle la reputazione, dato che comunque andrà a vivere con persone che hanno un passato scandaloso. Ottiene intanto che Edward Yardley dichiari che non desidera più sposarla. Poi fugge da Londra e torna a casa, spiegandosi con lord Damerel, che finalmente cede ai sentimenti e la chiede in moglie allo zio che le era corso dietro nella sua fuga.